# Corpo delle Lanterne Nere
Il Corpo delle Lanterne Nere è un'organizzazione immaginaria dei fumetti DC Comics, creata da Geoff Johns ed Ethan Van Sciver. È la versione criminale del Corpo delle Lanterne Verdi, e comprende membri deceduti, sia eroi che criminali, dell'universo DC, guidati dal supercriminale Nekron. Fece il suo debutto in Green Lantern (vol. 4) n. 43 (settembre 2009).

## Storia editoriale
Una versione precedente del Corpo delle Lanterne Nere comparve per la prima volta in Green Lantern Annual (vol. 3) n. 7 (1998), scritto da Steve Vance ed illustrato da Ron Lim, dove un gruppo di Lanterne Verdi decedute venivano rianimate e potenziate da Nekron. La versione moderna del gruppo fece la sua prima comparsa in Green Lantern (vol. 4) n. 43 (settembre 2009), scritto da Geoff Johns ed illustrato da Ethan Van Sciver.

## Storia del gruppo
Prima della notte più profonda, Mano Nera era già un affermato criminale e nemico di Lanterna Verde nelle pagine di Green Lantern. Geoff Johns rivisitò le sue origini e lo espanse su certi aspetti del personaggio, durante la storia di Secret Origins in Green Lantern (quarta serie) n. dal 29 al 35 (maggio-novembre 2008). Durante la storia, si scoprì che l'arma assorbi-energia di Mano fu costruita da Atrocitus; un fervente nemico dei Guardiani dell'Universo e futuro fondatore del Corpo delle Lanterne Rosse. Atrocitus venne sulla Terra e attaccò Mano, credendo che la fonte di potere per coordinare la profezia di La notte più profonda fosse nascosta nel suo corpo. Scappò e si mise l'arma in tasca prima di andarsene. La voce misteriosa che gli suggerì di rubare l'arma di Atrocitus per sé lo schiavizzò sotto il suo potere e lo influenzò a presentarsi verso le Lanterne Verdi. Per combattere le Lanterne Verdi presentandosi in forma adeguata, si cucì un costume utilizzando un telo funerario e cominciando a farsi chiamare "Mano Nera". Divenne una delle nemesi di Hal Jordan, venendo regolarmente in conflitto con lui durante gli anni, sempre in ritirata verso una tomba profanata dopo ogni fallimento.
Mentre veniva portato in prigione, Mano Nera ebbe l'esperienza di un'improvvisa ondata di potere che uccise le sue guardie. Vagò per il deserto, sentendo la Morte che gli diceva di reclamare tutte le anime che aveva preso nell'Universo DC (inclusi Superman e Hal Jordan). Quando la storia di La notte più profonda cominciò nei titoli della DC, la storia elaborata di Mano Nera lo portò infine alla creazione del Corpo. Mano ritornò alla casa sua di famiglia, li uccise, e si suicidò. Il Guardiano Scar arrivò, pronunciando il sacrificio "perdonalo", rigurgitò il primo anello nero del potere, che resuscitò Mano Nera. Spiegò anche che Mano Nera era l'impersonificazione della Morte, nello stesso modo in cui Ion, Parallax e il Predatore lo erano per la volontà, la paura e l'amore. Mano spiò Hal Jordan e Flash mentre rendevano omaggio alla tomba non nominata di Bruce Wayne. Dopo che i due eroi si separarono, Mano Nera disseppellì il cadavere di Bruce Wayne e recitò il Giuramento del Corpo delle Lanterne Nere. Poco dopo, gli anelli neri del potere cominciarono a viaggiare attraverso l'universo resuscitando i morti come Lanterne Nere, e facendo loro attaccare gli eroi dell'universo DC.

## Membri importanti
Durante la creazione di La notte più profonda, Johns (né interessato né spaventato dagli zombi) volle portare in vita dei personaggi deceduti che fossero in un certo senso terrorizzati ed emotivamente disturbati dai personaggi vivi in cui si imbattevano. Per compiere quest'effetto, le Lanterne Nere avevano delle personalità e cercavano attivamente coloro che fossero disturbati dalla loro presenza. Un primo esempio d'utilizzo della distorta personalità delle Lanterne Nere è Elongated Man, che guarda le sue vittime e dice alla sua moglie deceduta «Sento odore di mistero». Johns identificò il potere delle Lanterne Nere come «non necessariamente malvagie, ma neanche buone».
Durante la creazione del Corpo, Johns utilizzò delle informazioni sulla luce che aveva avuto durante delle lezioni in alcune classi di fisica. Con i Corpi dello spettro emozionale personificati, sapeva che questo Corpo avrebbe dovuto rappresentare la morte. Essendo un'assenza di luce, scelse Mano Nera come leader del Corpo sia per il suo nome che per il divertimento che provava nel reinventare nuovi criminali per il fumetto di Flash. Come per gli altri membri del Corpo delle Lanterne Nere, Johns volle dare a Mano Nera un cambio d'immagine. Dato che ogni membro del Corpo aveva le sue motivazioni, Mano Nera fu illustrato come un personaggio chiaramente pazzo e la cui presenza faceva sentire gli altri a disagio.
In un'intervista con la IGN, Johns rivelò che la mente dietro La notte più profonda era il personaggio oscuro di Green Lantern Nekron, che fu descritto come la motivazione per cui i Guardiani decisero di proteggere l'Universo. Affermando che la presenza di Nekron non fu mai messa in discussione, Johns fu interessato nel cambiamento d'immagine del personaggio, proprio come per Mano Nera, Sinestro, ed Hector Hammond. Preferendo rimanere vago, posizionò Nekron al di sopra di Scar e Mano Nera alla pari con il Corpo, affermando che «tutto ciò che c'è da sapere su Nekron è che è una delle forze più potenti oscure dell'Universo... se non la più potente. Lui è l'oscurità. È qualcuno che volli esplorare per un po'. Ma imparerete qualcosa di più su di lui pian piano che la serie andrà avanti. Tutto diventerà più chiaro andando avanti... ma non è esattamente un criminale. Nekron è l'esistenza».
In Blackest Night n. 2, anelli neri del potere multipli tentarono di risvegliare il corpo di Don Hall, ma non ci riuscirono a causa di una barriera invisibile che ricopriva la sua tomba. Appena collidevano con la sua tomba, il tipico comando dell'anello («Sorgi») si interrompeva, e l'anello diceva solo «Don Hall della Terra, riposa in pace». Questa fu la prima descrizione del fallimento di un anello nero ai fini del reclutamento. In un'intervista con la IGN Johns affermò che «Hall è intoccabile nella morte ed in pace totale più di ogni altro essere dell'universo». Riflettendo sulle limitazioni dell'anello, Johns andò avanti affermando che, anche se la magia è uno "scherzo" per gli anelli neri del potere, Don è diametralmente l'opposto. Similarmente, Blackest Night: Titans n. 1 mostrò la Lanterna Nera Hank Hall incapace di leggere le emozioni di Dawn Granger; la sua aura fu descritta come bianca piuttosto che colorata con uno dei colori dello spettro emozionale.
In Blackest Night: Batman n. 1, lo spirito di Deadman fu incapace di prevenire che un anello nero resuscitasse i suoi resti. Deadman tentò di recuperare il suo cadavere, ma non riuscì a controllarlo e così ne fu espulso. Durante una conferenza al San Diego Comics 2009, a Johns fu chiesto se le Lanterne Nere parlavano per sé stesse o se venivano controllati da una forza esterna. Johns decise di non rispondere, rispondendo che la risposta si sarebbe trovata durante La notte più profonda. La coscienza di Deadman, essendo incapace di avere controllo sul proprio corpo, si portò alla questione della personalità e l'autonomia del Corpo delle Lanterne Nere. Similarmente, quando stava per essere sopraffatto dal potere di un anello nero del potere, lo Spettro grido: «No, non sarò usato!».

### Lista delle Lanterne Nere
Al comando
- Scar - Guardiano del Corpo e custode del Libro dei Neri
- Mano Nera - "L'Incarnazione Nera"

Blackest Night n. 1 (settembre 2009)
- Katma Tui
- Martian Manhunter
- Elongated Man
- Sue Dibny

Blackest Night n. 2 (ottobre 2009)
- Abin Sur
- Aquaman
- Deadman, compare anche in Blackest Night: Batman, che uscì la stessa settimana.
- Hawk
- Aquagirl
- Atomo
- Black Condor
- Dolphin
- Pariah
- Crispus Allen
- Tempest
- Firestorm, nominato nel n. 1 ma mai mostrato in costume.
- Hawkgirl, uccisa nel n. 1 ma mai mostrata come una Lanterna Nera.
- Hawkman, ucciso nel n. 1 ma mai mostrato come una Lanterna Nera.

Blackest Night: Batman n. 1 (ottobre 2009)
- Abattoir
- Blocbuster
- Diacono Blackfire
- KGBeast
- King Snake
- Magpie
- I Gemelli Trigger
- Il Ventriloquo
- John Grayson
- Mary Grayson
- Jack Drake
- Janet Drake

Green Lantern Corps, seconda serie, n. 39 (ottobre 2009)
- Jack T. Chance - Mostrato ma non nominato in Blackest Night n. 1.
- Tomar-Re
- Jade

Blackest Night: Superman n. 1 (ottobre 2009)
- Superman di Terra 2
- Lois Lane di terra 2
- Zor-El

Blackest Night: Titans n. 2 (ottobre 2009)
- Terra
- Omen

Green Lantern n. 45 (ottobre 2009)
- Blume
- Glomulus

Solomon Grundy n. 7 (novembre 2009)
- Solomon Grundy

Green Lantern Corps vol. 2 n. 40 (settembre 2009)
- Bzzd

Poiché non esiste una lista esatta dei membri reclutati dal Corpo delle Lanterne Nere, l'anello di Kyle Rayner affermò che tutte le Lanterne Verdi decedute all'interno della cripta di Oa in Green lantern Corps (seconda serie) n. 39 furono trasformate in Lanterne Nere.

## Giuramento
Come per il Corpo delle Lanterne Verdi, Mano Nera ideò un giuramento per le Lanterne Nere:
The darkness grows as all light dies,

We crave your hearts and your demise,

By my black hand

The dead shall rise!»
La notte più profonda,

Che nutrendosi di luce
nel buio vi conduce,

Se la mia nera mano ghermirà un cuore umano

Privi di terreno affanno i morti risorgeranno!»
(Mano Nera, Blackest Night n. 0 (giugno 2009))

## Poteri e abilità
Le Lanterne Nere sono cadaveri animati dagli anelli neri del potere, che sono alimentati a loro volta dal potere della morte. Il simbolo sugli anelli è lo stesso utilizzato dal criminale Mano Nera. A Mano Nera venne rivelato da Scar di essere l'impersonificazione della Morte come Ion, Parallax e il Predatore lo erano per la Volontà, la Paura e l'Amore. La Batteria Nera del Potere si trova sul pianeta morto di Ryut, ed è imprigionata all'interno del corpo dell'Anti-Monitor.
I cadaveri rianimati dagli anelli neri del potere vengono ricostituiti se il loro corpo è danneggiato, facendo sì che il corpo sia in grado di lavorare. Anche dopo l'iniziale resurrezione, gli anelli sono in grado di guarire i portatori da qualsiasi ferita, anche la decapitazione. Inizialmente, il primo anello non aveva ricarica, ma ogni volta che una Lanterna Nera uccideva qualcuno, lo 0,1% di potere veniva incanalato in ogni anello nero del Corpo. Anche al minimo del potere, gli anelli neri del potere permettono ai loro portatori di volare e creare costrutti neri. Le Lanterne Nere sono anche in grado di leggere le emozioni dei viventi grazie ad un'aura colorata correlata ai colori dello spettro emozionale. Le emozioni multiple vengono percepite come un'aura multicolore, mentre le emozioni non leggibili vengono percepite come un'aura bianca. In aggiunta a tutti i poteri garantiti loro dagli anelli neri del potere, ad ogni Lanterna Nera vengono restituiti tutti i poteri e le abilità che avevano in vita.